# Thiers-sur-Thève
Thiers-sur-Thève är en kommun i departementet Oise i regionen Hauts-de-France i norra Frankrike. Kommunen ligger i kantonen Senlis som tillhör arrondissementet Senlis. År 2022 hade Thiers-sur-Thève 1 086 invånare.

## Befolkningsutveckling
Antalet invånare i kommunen Thiers-sur-Thève
| Referens: INSEE |